# Хачынялы
Хачынялы (азерб. Xaçınyalı) — село в Лачинском районе Азербайджана. Расположено в 47 км к северо-западу от районного центра города Лачин.

## История
По материалам издания «Административное деление АССР», подготовленного в 1933 году Управлением народно-хозяйственного учёта Азербайджанской ССР (АзНХУ), по состоянию на 1 января 1933 года в селе Хащинялы, входившем в Пичанисский сельсовет Лачинского района Азербайджанской ССР, имелось 15 хозяйств и 75 жителей (40 мужчин и 35 женщин). Этнический состав всего сельсовета (состоящего из 21 села, с центром в селе Пичанис) состоял на 99,7% из тюрков (азербайджанцы).
В результате Первой карабахской войны в мае 1992 года село перешло под контроль непризнанной Нагорно-Карабахской Республики и согласно её административно-территориальному делению входило в состав Кашатагского района и именовалось Хачинтап (арм. Խաչինտափ).
1 декабря 2020 года Лачинский район был возвращён Азербайджану, согласно заявлению глав Армении, Азербайджана и России о прекращении боевых действий в Нагорном Карабахе, опубликованному 10 ноября 2020 года

### Известные уроженцы
- Гюлалиев, Октай Гюльали оглы — Национальный Герой Азербайджана[4]
- Сафаралы Халилов[азерб.] — военный деятель, член партии «Мусават».
- Селим Селимов[азерб.] — депутат Верховного Совета Азербайджана (1990-1995).